# Dymniki
Dymniki (biał. Дымнікі, Dymniki; ros. Дымники, Dymniki) – wieś na Białorusi, w obwodzie brzeskim, w rejonie kamienieckim, w sielsowiecie Rzeczyca, przy drodze republikańskiej R102.

## Historia
W XIX i w początkach XX w. położone były w Rosji, w guberni grodzieńskiej, w powiecie prużańskim, w gminie Staruny.
W dwudziestoleciu międzywojennym leżały w Polsce, w województwie poleskim, w powiecie prużańskim, w gminie Horodeczno. W 1921 miejscowość liczyła 218 mieszkańców, zamieszkałych w 47 budynkach, w tym 210 Białorusinów i 8 Polaków. 213 mieszkańców było wyznania prawosławnego i 5 rzymskokatolickiego.
Po II wojnie światowej w granicach Związku Sowieckiego. Od 1991 w niepodległej Białorusi.